# Cannaregio
Cannaregio (AFI: /kannaˈreʤo/; Canarégio in veneto) è un sestiere di Venezia.
Il 12 dicembre 2007 il sestiere contava 13 169 abitanti.

## Geografia fisica
Il sestiere di Cannaregio è il più esteso della città dopo Castello e il più popolato e occupa quasi per intero la parte della città a nord del Canal Grande, estendendosi dalla stazione ferroviaria (numeri bassi), a nord del sestiere di Santa Croce a cui è collegato tramite il ponte degli Scalzi e il ponte della Costituzione, fino a Castello, con cui confina a est e a sud quasi per intero, fatta salva la zona dell'antica parrocchia di san Giovanni Grisostomo (ora parte più meridionale della parrocchia di San Canciano) che confina con il sestiere di San Marco nei pressi del campo San Bartolomeo.
La via acquea principale è il canale di Cannaregio, che collega il Canal Grande con la laguna. È l'unico canale interno del centro storico, oltre al Canal Grande, a essere attraversato dai vaporetti.
Il canale di Cannaregio è attraversato da due ponti:
- il ponte delle Guglie così denominato per le quattro guglie presenti sui quattro angoli;
- il ponte dei Tre Archi (già ponte di San Giobbe), l'unico ponte a tre arcate rimasto a Venezia.

## Storia
Il nome si presume derivi dai vasti canneti presenti quando la zona era ancora disabitata. Tale ipotesi è confermata da un documento del 1410 che recita: "Cannaregio impercioché era chanedo et paludo con chanelle".
Un'altra ipotesi, meno credibile, la fa derivare da Canal Regio, riferito al canale di Cannaregio. In realtà potrebbe trattarsi di un errore riportato in alcune mappe asburgiche. Ciononostante si vedono alcuni importanti notabili della Venezia napoleonica, quali Antonio Ruzini, Niccolò Vendramin Calergi e Giovan Battista Combi denominare il canale con l'appellativo Canalreggio, lasciando perciò presumere che tale etimo fosse già diffuso agli inizi dell'Ottocento, e che quindi la sua origine fosse in realtà ancora più antica.
Una terza ipotesi riconduce Cannaregio al latino canaliculus (piccolo canale), con riferimento a un piccolo ramo del Marzenego che sfocia nella laguna e le cui correnti d'acqua dolce nelle ore di bassa marea si facevano strada appunto lungo il canale di Cannaregio. Questa ipotesi sarebbe testimoniata da alcuni documenti risalenti all'XI secolo che denominano il luogo Canaleclo o Canareclo.
Nel corso del XIX secolo in questo sestiere si realizzò sotto dominazione asburgica il primo collegamento terrestre tra Venezia e la terraferma, con la costruzione della stazione di Santa Lucia come punto d'arrivo del ponte ferroviario tra Mestre e Venezia. In conseguenza di questo, nel 1858 venne eretto il terzo ponte sul Canal Grande, il Ponte degli Scalzi. Le zone poste esternamente verso la laguna (Baia del Re, Chiovere, San Girolamo) fino agli anni settanta erano considerate malfamate a causa dell'alta percentuale di pregiudicati residenti. Una serie di interventi di riqualificazione, compresa l'edificazione di nuovi complessi residenziali su aree industriali dismesse, ha consentito il pieno recupero della zona.

## Monumenti e luoghi d'interesse

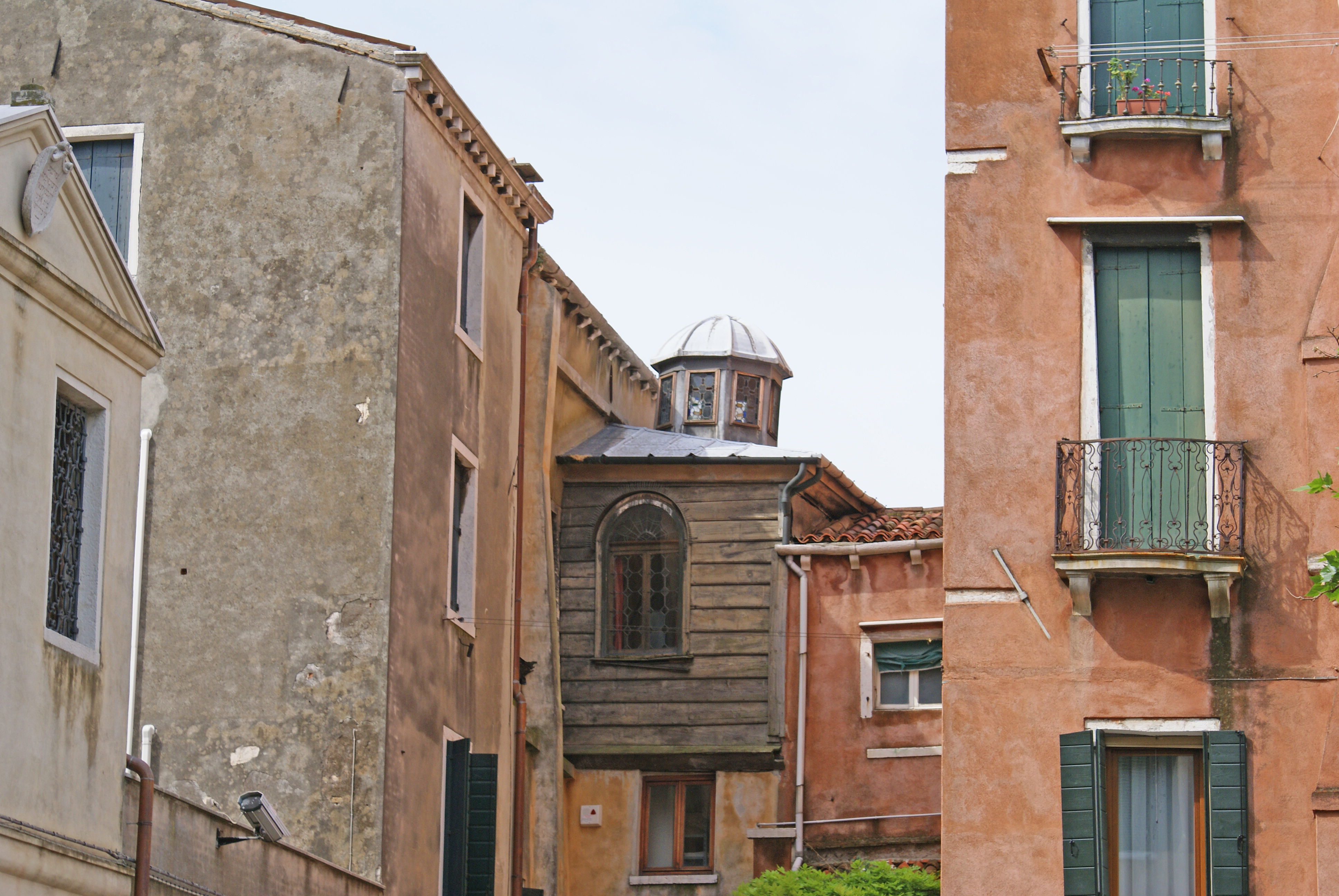
Particolare della Schola Canton nel Ghetto di Venezia

Proprio in questo sestiere si trova il Ghetto di Venezia, raggiungibile da un sotopòrtego posto ai piedi del ponte delle Guglie e su cui sono ancora ben visibili i cardini in ferro delle porte che anticamente chiudevano il Ghetto durante la notte. Nel quartiere ebraico si trovano tuttora le cinque storiche sinagoghe alcune delle quali aperte al pubblico con le visite al Museo Ebraico.
L'arteria principale dell'intero sestiere è l'ampio percorso stradale che porta dalla stazione di Santa Lucia a Rialto. Questo tragitto di circa 25 minuti comincia ai piedi del ponte degli Scalzi e della chiesa di Santa Maria degli Scalzi e termina in campo Santi Apostoli. Tradizionalmente è conosciuto con più nomi: la denominazione più nota è quella di Strada Nova, ma era anche noto con il nome originario di via Vittorio Emanuele II, o con i nomi dei singoli tronconi che lo compongono.
All'estremo nord di Cannaregio e di Venezia, fra il Ghetto di Venezia, la chiesa di Sant'Alvise e la chiesa della Madonna dell'Orto si trovano lunghe fondamente ricche di locali giovanili.
Oltre alle succitate chiese, sono degne di rilievo anche la chiesa di Santa Maria dei Miracoli, posta all'estremo sud del sestiere e primo esempio di chiesa rinascimentale a Venezia, la chiesa dei Santi Apostoli, la chiesa dei Gesuiti (Santa Maria Assunta) e il complesso della Scuola e della chiesa dell'Abbazia della Misericordia.

### Palazzo Moro
Palazzo Moro, sorto a San Girolamo in fondamenta Moro — poi fondamenta Carlo Coletti — a partire dal 1544 circa, viene attribuito a Jacopo Sansovino probabilmente con il contributo dell'amico e proprietario Lorenzo Moro, nobile veneziano che si divertiva a sostenere il ruolo di architetto dilettante. Le mappe storiche della città lo raffigurano, dal 1560 in poi, come una vasta struttura quadrangolare, quasi completamente circondata dall'acqua, con quattro torri d'angolo collegate tra loro da lunghe ali: una residenza suburbana in riva alla laguna, con un mirabile giardino in uno spazioso cortile. Nell'Ottocento l'edificio venne anche utilizzato come "stabilimento per la fabbrica dei panni". L'edificio è stato ristrutturato per ospitare dodici alloggi di edilizia residenziale pubblica. Viene salvaguardata la struttura tripartita interna, con accesso centrale dalla fondamenta e salone passante, conservato nella sua integrità spaziale ai piani terra, primo e secondo. Il collegamento verticale avviene mediante una scala a rampe incrociate, perpendicolare alla struttura portante e collocata lateralmente, che sostituisce il manufatto esistente ma ne conserva la posizione. Dal piano terra, che ospita due mini-alloggi e tutti i magazzini, si accede anche al giardino posteriore; le abitazioni sono state pavimentate in terrazzo alla veneziana e dotate di nuovi impianti elettrici, idrico-sanitari e di riscaldamento, in quanto l'edificio ne era privo. Le facciate, in particolare quella su rio San Girolamo che riprende la tripartizione planimetrica sottolineando la porzione centrale, con trifore arcuate ai piani primo e secondo, sono state recuperate risarcendo o sostituendo gli elementi in pietra d'Istria lesionati, gli scuri e le finestre. Attualmente è anche sede staccata dell'Università Ca' Foscari.

### Pio Loco delle Penitenti
Il Pio loco delle Penitenti era un istituto laico, fondato nel 1703 dal patriarca Giovanni Badoer per dare ricovero e redimere ex prostitute, facendo rinascere un'opera di carità risalente al XIV secolo. Le penitenti venivano aiutate impiegandole in un lavoro onesto. Non dovevano avere meno di 12 anni e più di 30, dovevano essere veneziane, non gestanti, sane di mente e di corpo e aver lasciato la vita "peccaminosa" da almeno tre mesi.
Grazie all'impulso dato nel 1727 da un lascito, l'istituzione promuoverà la costruzione della nuova sede, realizzata a partire dal 1730 su progetto dell'architetto Giorgio Massari. La costruzione procedette a più riprese, con lentezza e difficoltà, partendo dal bordo lagunare nord, per concludersi nel 1749 con la chiesa affacciata sulla fondamenta delle Penitenti a sud. Il complesso era organizzato in modo da essere autosufficiente, con orti, corte con pollaio, cisterne di raccolta dell'acqua nella corte e nel chiostro. Dimostrando la propria laicità, il Pio loco riuscì a evitare la soppressione che le istituzioni religiose subiscono in conseguenza degli editti napoleonici del 1807. Attualmente il complesso è costituito da tre edifici: l'edificio attribuibile al progetto di Massari, realizzato tra il 1730 e il 1749, organizzato con la chiesa di Santa Maria delle Penitenti attestata sulla fondamenta, e due bracci su tre piani articolati da una corte e un chiostro; l'edificio a nord-est, la cui ristrutturazione è stata curata nel 1795 da Jacopo Zanchi; l'edificio a sud-ovest, un asciugatoio su due piani, modificato nel 1884. La funzione di ricovero e rieducazione permane fino agli anni cinquanta del Novecento, anche se già dal 1922 il declino dell'Istituto — che aveva invece conosciuto nel corso dell'Ottocento una certa floridezza, tanto da rendere necessaria la costituzione di un nuovo reparto — e la scarsità delle ragazze ricoverate avevano indotto a trasferirvi alcuni degli ospizi per anziane indigenti. Nel 1956 viene aperto un Pensionato per signore. Nel 1995 le ultime ospiti lasciarono l'Istituto e il Pio loco restò disabitato. Venne successivamente affidato all’IRE (Istituzioni di ricovero e di educazione) che nel 2011 avviò un intervento di recupero del luogo. Il progetto di restauro e riuso prevedeva una destinazione pubblica a piano terra con servizi di quartiere e nei due piani superiori una parte residenziale per anziani. I lavori risultano essere ultimati a fine 2015.

Campo dei Mori
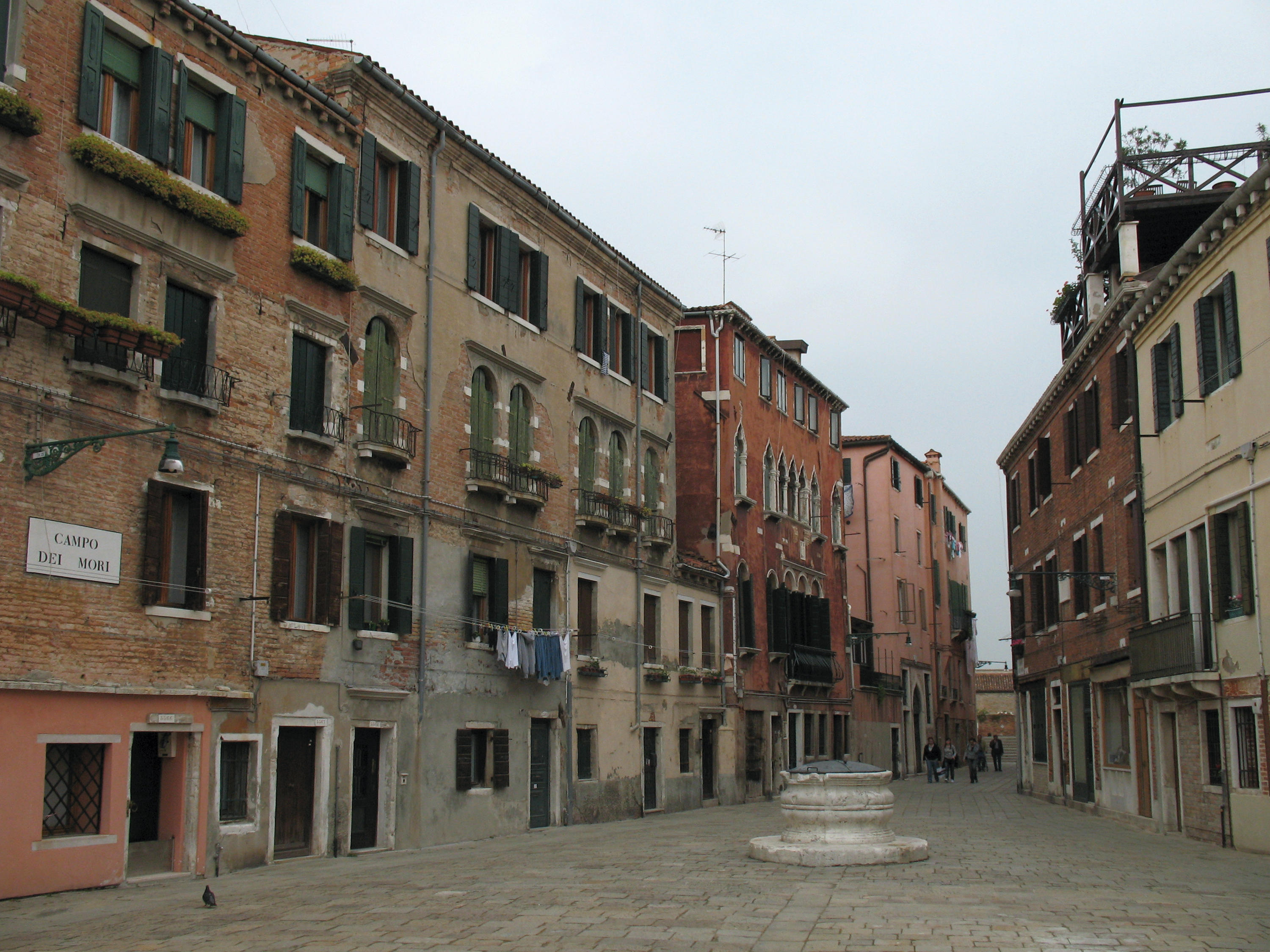
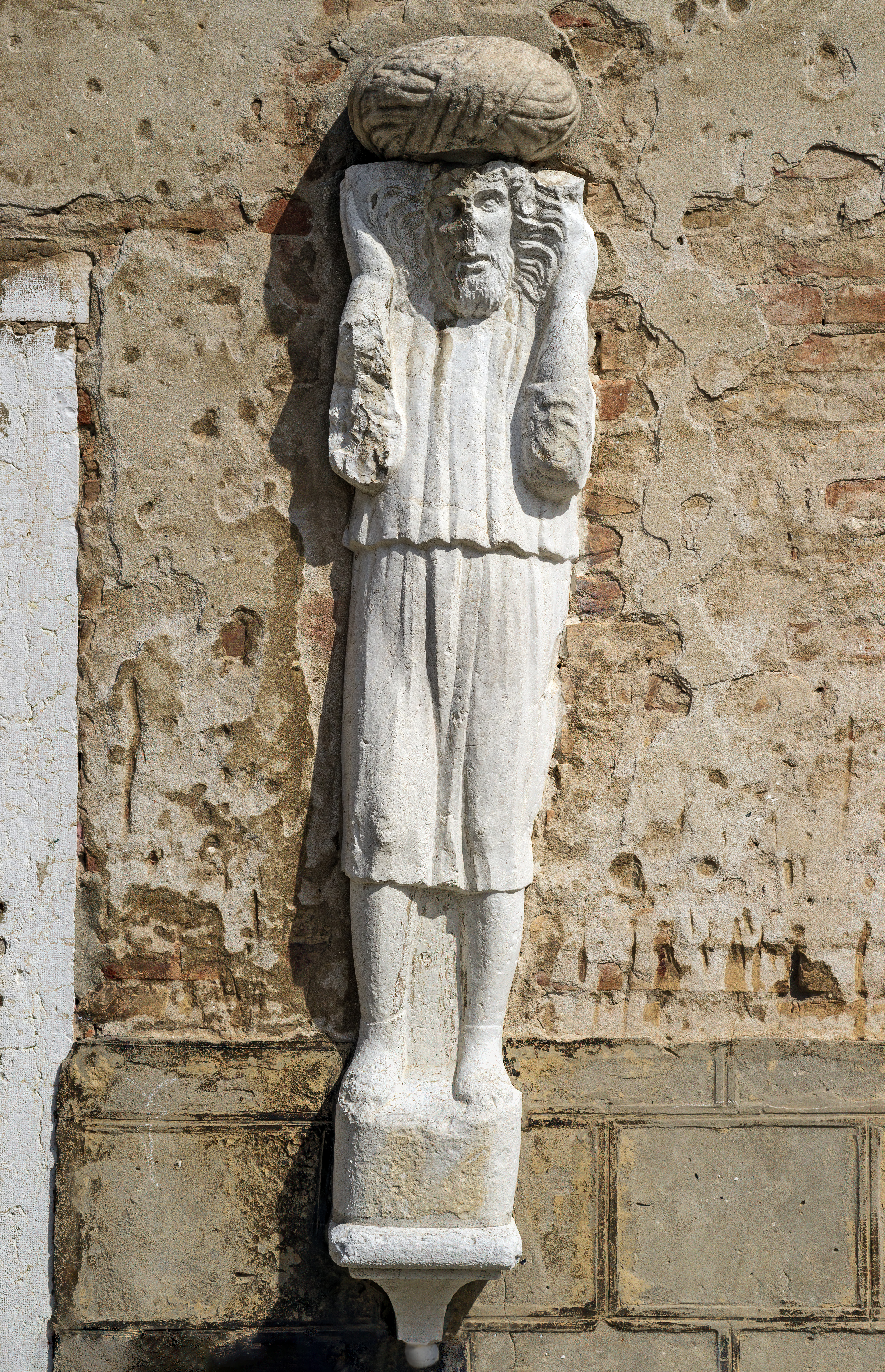
Statua di Antonio Rioba
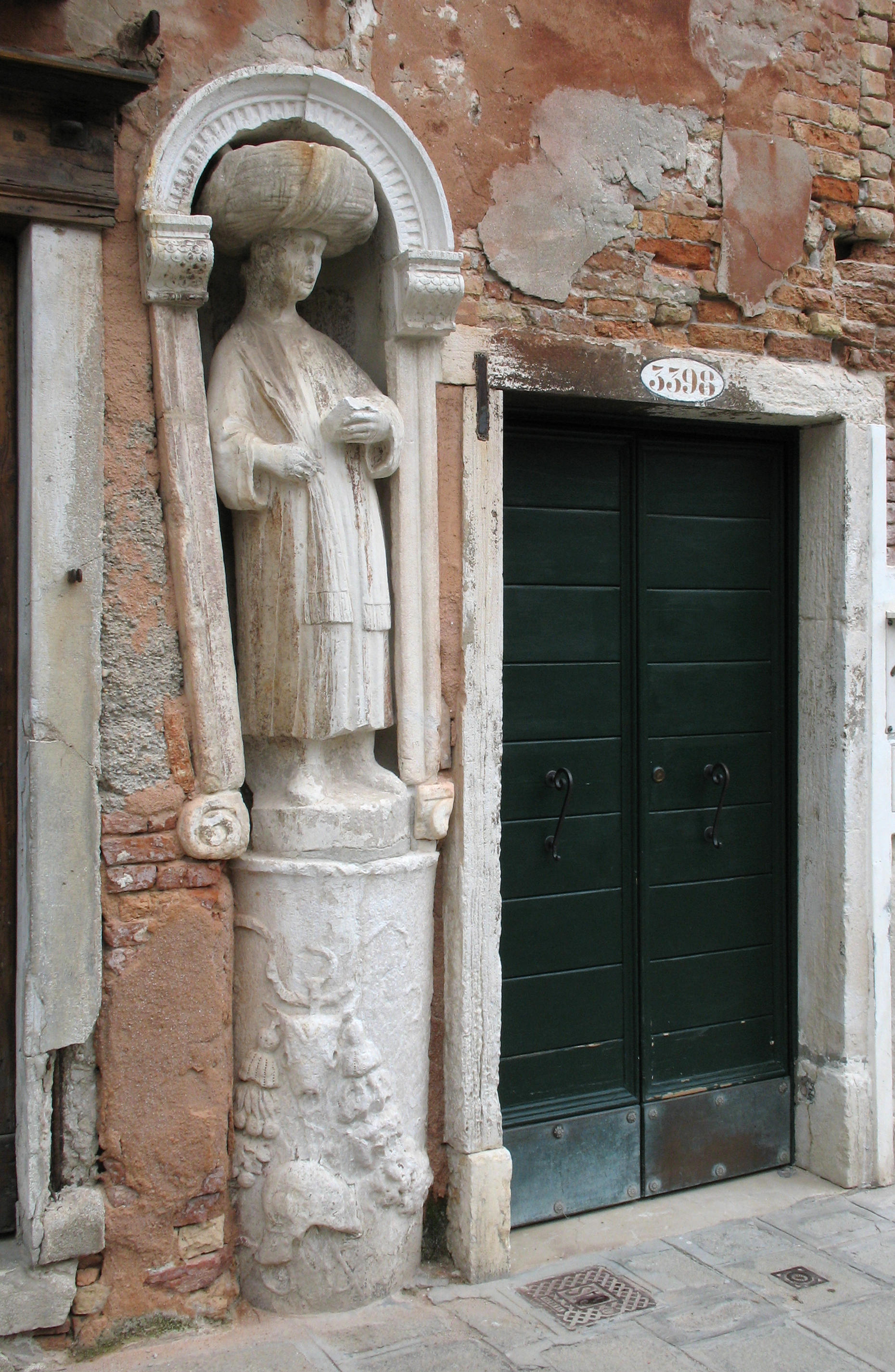